# Bartolino da Padova
Bartolino da Padova, Bartolino da Padua – włoski kompozytor działający na przełomie XIV i XV wieku.

## Życiorys
Należał do ostatniej generacji kompozytorów trecenta. Był zakonnikiem, karmelitą. Prowadził działalność w Padwie i Florencji. Jego twórczość znana jest przede wszystkim z Kodeksu Squarcialupi, gdzie umieszczono także jego portret.
Zachowało się 38 jego utworów, w tym 27 ballat i 11 madrygałów. Są to kompozycje przeważnie 2-głosowe, z tekstami odnoszącymi się do aktualnych wydarzeń, o treści politycznej i moralizatorskiej. Twórczość Bartolina reprezentuje północnowłoską ars nova, ma zachowawczy charakter nawiązujący do dorobku Jacopa da Bologna.